# بورجا اوبینیا
بورجا اوبینیا (انگلیسی: Borja Oubiña؛ زادهٔ ۱۷ مهٔ ۱۹۸۲) بازیکن فوتبال اهل اسپانیا است.
از باشگاه‌هایی که در آن بازی کرده‌است می‌توان به باشگاه فوتبال سلتاویگو و باشگاه فوتبال بیرمنگام سیتی اشاره کرد.
وی همچنین در تیم ملی فوتبال اسپانیا بازی کرده‌است.